# 春武里市政体育场
春武里市政体育场是泰国春武里府一座多功能体育场，通常用於足球比赛，春武里足球俱乐部主场所在地，该体育场可容纳8,500人。

## 历史
春武里市政体育场是一座多功能体育场，始建于拉玛九世时期。位于春武里府春武里市，设置8,500个座位, 主要用于足球俱乐部主场比赛。
这个体育场仅在2012年泰国足球超级联赛上半赛季使用，同时也应用于亚足联杯比赛，春武里足球俱乐部是第一家使用该体育场用于亚足联杯比赛的足球俱乐部。他们所有亚足联杯主场比赛都在这里比赛。亚足联前几年并不同意春武里在field Supachai Pat Reservoir进行亚足联杯比赛，但是这个体育场可以。在得到许可后，这座体育场进行亚足联杯比赛一直使用到春武里进入2012年亚足联杯半决赛，这是历史上第一次。